# Meridiano 159 W
O meridiano 159 W é um meridiano que, partindo do Polo Norte, atravessa o Oceano Ártico, América do Norte, Oceano Pacífico, Oceano Antártico, Antártida e chega ao Polo Sul. Forma um círculo máximo com o Meridiano 21 E.
Começando no Polo Norte, o meridiano 159º Oeste tem os seguintes cruzamentos:
| País, território ou mar | Notas |
| ----------------------- | --- |
| Oceano Ártico           | |
| Mar de Chukchi          | |
| Estados Unidos          | Alasca - Point Franklin |
| Mar de Chukchi          | Baía de Peard |
| Estados Unidos          | Alasca |
| Mar de Bering           | Baía de Bristol |
| Estados Unidos          | Península do Alasca, Alasca |
| Oceano Pacífico         | Passa leste da ilha Chiachi, Alasca, Estados Unidos · Passa a oeste da ilha Mitrofania, Alasca, Estados Unidos · Passa a leste da Ilha Simeonof, Alasca, Estados Unidos · Passa a leste da ilha Kauai, Havai, Estados Unidos · Passa a oeste do atol Manuae, Ilhas Cook |
| Oceano Antártico        | |
| Antártida               | Dependência de Ross, reivindicada pela Nova Zelândia |